# Provinz Coyhaique
Die Provinz Coyhaique (spanisch Provincia de Coyhaique) ist eine Provinz in der chilenischen Región de Aysén. Die Hauptstadt ist Coyhaique. Beim Zensus 2017 lag die Einwohnerzahl bei 58.670 Personen.

## Gemeinden
Die Provinz Coyhaique gliedert sich in zwei Gemeinden:
- Coyhaique
- Lago Verde